# Patricia Rodríguez
Patricia Yurena Rodríguez Alonso (Granadilla de Abona, 6 marzo 1990) è una modella spagnola, eletta Miss Spagna nel 2008 e nel 2013. È stata la prima modella a vincere per due volte lo stesso titolo.

## Biografia
Patricia Rodriguez è cresciuta nel comune di Granadilla de Abona (Tenerife), esattamente nella zona di Charco Del Pino, con i suoi genitori, di origine boliviana. Dopo essere stata eletta Miss Tenerife 2007, il 1º marzo 2008 Patricia Rodríguez è stata incoronata Miss Spagna 2008, al galà che si è tenuta a Oropesa del Mar (provincia di Castellón), all'età di 17 anni.
Poiché le regole di Miss Universo richiedono che le candidate abbiano compiuto 18 anni prima del 1º febbraio dell'anno di celebrazione, Patricia Rodríguez non ha potuto partecipare al concorso, che ha avuto luogo in Vietnam. La rappresentanza della Spagna è stata affidata alla seconda classificata di Miss Spagna, Claudia Moro, che alla fine si è classificata settima a Miss Universo. In seguito, l'organizzazione di Miss Spagna ha inviato Patricia Rodríguez al concorso di Miss Mondo, tenutosi il 4 ottobre 2008, dove la modella è riuscita ad entrare nella top ten finale del concorso.
Nel 2013, Patricia Rodríguez ha nuovamente ottenuto il titolo di Miss Spagna, rappresentando nuovamente la propria nazione in ambito internazionale. In questo caso la Rodríguez ha gareggiato a Miss Universo 2013, dove si è classificata alla seconda posizione, dietro la venezuelana María Gabriela Isler. Nel 2014 la modella si è dichiarata lesbica postando, su Instagram, una foto con la sua compagna, Vanesa Klein.

## Agenzie
- Face Model